# ماثياس ليسورت
ماثياس ليسورت (بالفرنسية: Mathias Lessort)‏ مواليد 29 سبتمبر 1995 في فور دو فرانس، هو لاعب كرة سلة فرنسي. بدأ مسيرته الاحترافية في سنة 2014. يلعب كلاعب وسط. يحمل الرقم 26. لعب مع إلان شالون وجاي إس إف نانتير في الدوري الفرنسي لكرة السلة الدرجة الأولى.

## روابط خارجية
- ماثياس ليسورت على موقع الاتحاد الدولي لكرة السلة (الإنجليزية)
- ماثياس ليسورت على موقع سبورتس رفرنس (الإنجليزية)
- ماثياس ليسورت على موقع الدوري الإسباني لكرة السلة (الإسبانية)
- ماثياس ليسورت على موقع كرة السلة الأوروبية.كوم (الإنجليزية)
- ماثياس ليسورت على موقع DraftExpress.com (الإنجليزية)
- ماثياس ليسورت على موقع ريلجم (الإنجليزية)
- ماثياس ليسورت على موقع بروبوليرز (الإنجليزية)
- ماثياس ليسورت على موقع سبورتس رفرنس (الإنجليزية)